# NGC 3311

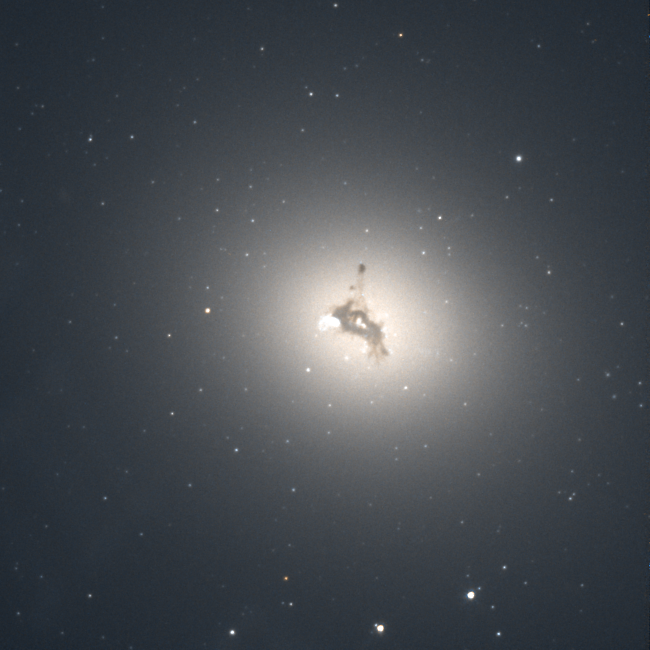
NGC 3311 par le télescope spatial Hubble.

NGC 3311 est une très vaste galaxie lenticulaire située dans la constellation de l'Hydre. Elle a été découverte par l'astronome britannique John Herschel en 1835.

## Caractéristiques
Sa vitesse par rapport au fond diffus cosmologique est de 4 169 ± 25 km/s, ce qui correspond à une distance de Hubble de 61,5 ± 4,3 Mpc (∼201 millions d'al).
À ce jour, 48 mesures non basées sur le décalage vers le rouge (redshift) donnent une distance de 57,225 ± 13,242 Mpc (∼187 millions d'al), ce qui est à l'intérieur des valeurs de la distance de Hubble. Notons cependant que c'est avec la valeur moyenne des mesures indépendantes, lorsqu'elles existent, que la base de données NASA/IPAC calcule le diamètre d'une galaxie et qu'en conséquence le diamètre de NGC 3311 pourrait être d'environ 136 kpc (∼444 000 al) si on utilisait la distance de Hubble pour le calculer.

## Groupe de NGC 3311
NGC 3311 est le membre le plus brillant et le plus gros d'un groupe de galaxies qui porte son nom. Le groupe de NGC 3311 qui compte au moins 19 galaxies, dont IC 2586, NGC 3307, NGC 3308 et NGC 3315.
NGC 3311 et donc toutes les galaxies du groupe de NGC 3311 font partie l'amas de l'Hydre (Abell 1060). L'amas de l'Hydre est l'amas dominant du superamas de l'Hydre-Centaure.